# Il Caffè
Il Caffè (dt.: das Kaffeehaus) war eine italienische Zeitschrift für Literatur, Philosophie und Wissenschaft, die von Juni 1764 bis Mai 1766 in Mailand von Pietro Verri herausgegeben wurde. Weitere Mitarbeiter waren u. a. Cesare Beccaria, Alfonso Longo, Pietro Secchi sowie Verris Bruder Alessandro Verri. Die Zeitschrift vertrat die Ideen der Aufklärung und des Fortschritts und setzte sich für die Förderung des kulturellen Lebens ein.
Von der alle zehn Tage erscheinenden Zeitschrift wurden insgesamt 74 Nummern publiziert. Um die Zensur in der unter österreichischer Fremdherrschaft stehenden Lombardei zu umgehen, wurde sie in Brescia gedruckt, das damals zur Republik Venedig gehörte.

## Quelle
- Horst Heintze: Il Caffè. In: Herbert Greiner-Mai (Hg.): Kleines Wörterbuch der Weltliteratur. VEB Bibliographisches Institut Leipzig 1983. S. 126.